# 伊根湾めぐり遊覧船

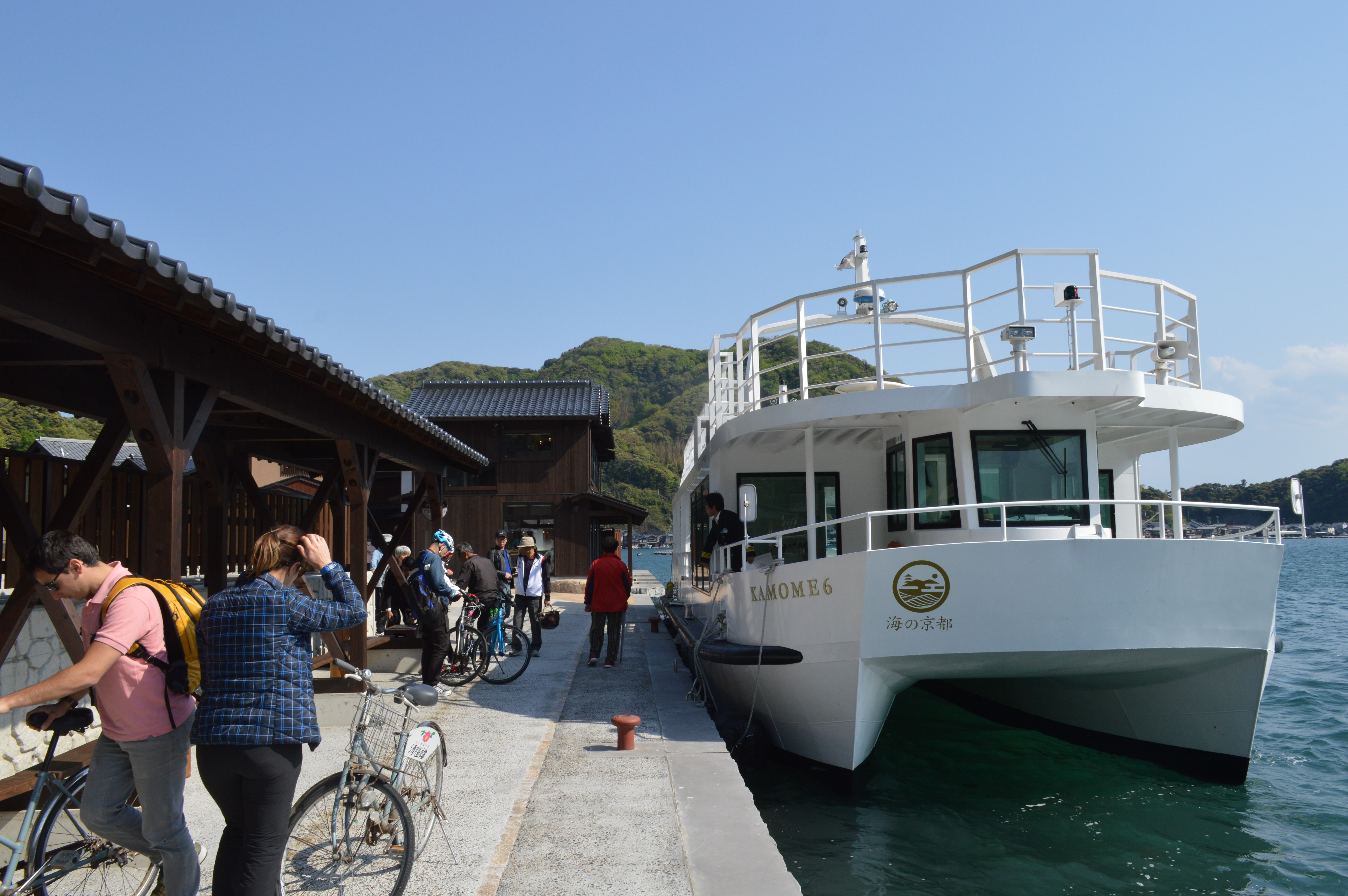
「かもめ6号」（鳥屋）

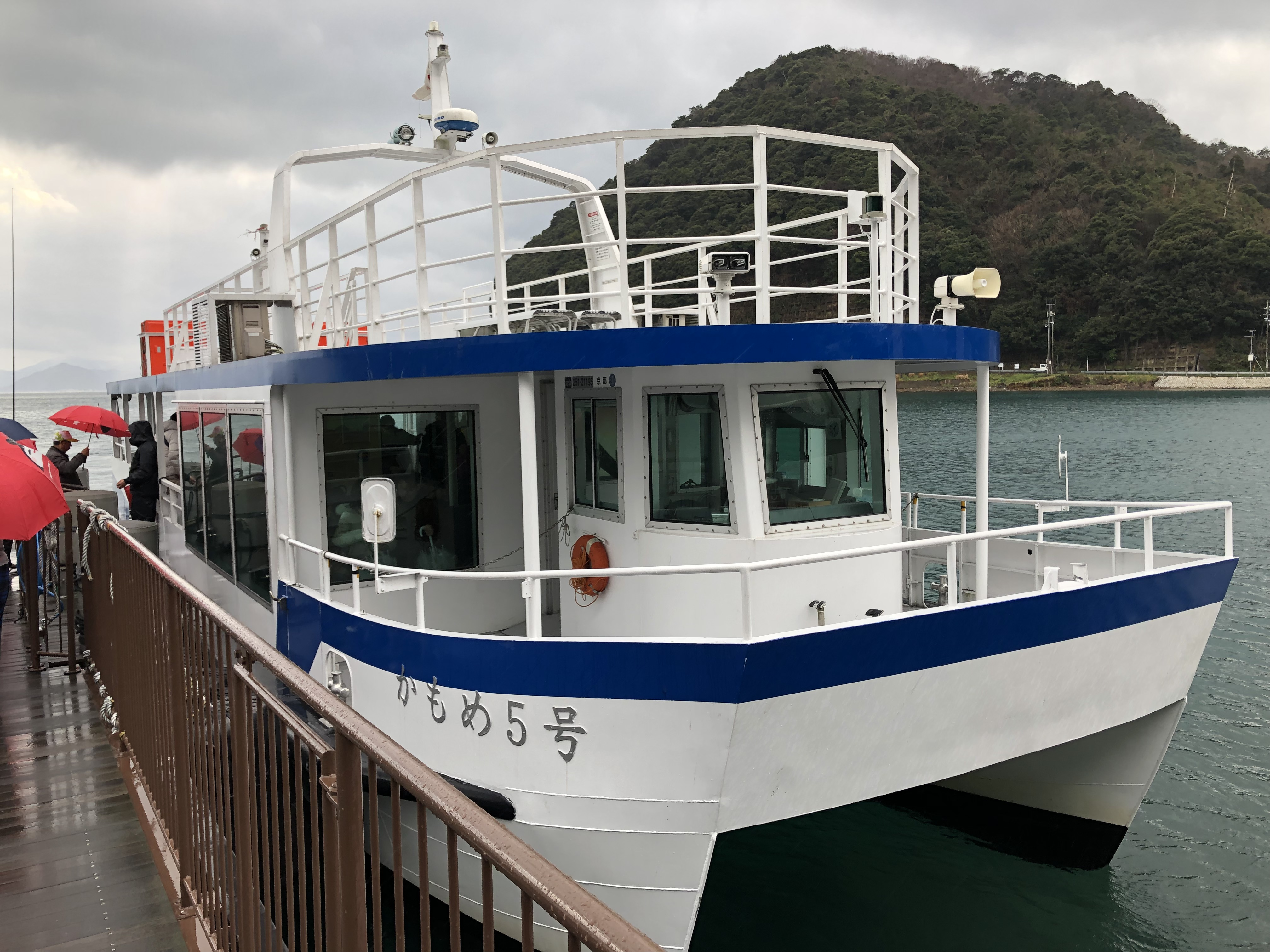
「かもめ5号」（日出桟橋）

伊根湾めぐり遊覧船（いねわんめぐりゆうらんせん）は、丹後海陸交通が京都府北部の伊根湾で運営している観光遊覧船。船名及び愛称は「かもめ号」である。

## 特徴
伊根町の伊根湾を約30分かけて周遊する。湾内には約230軒の伊根の舟屋が建ち並び、海上からの景観を楽しめる。売店でかっぱえびせん等を購入すると、船上からカモメやトビに餌を与えることができる。

## 利用情報
- 航路 - 日出 → 伊根湾 → 日出
- 定員 - 100名
- 運航期間
  - 3月1日から1月15日 - 毎日運行
  - 1月16日から2月末 - 土曜、日曜、祝日に運航（団体客は予約により平日も運航）
- 運航時間 - 午前9時から午後4時まで、30分毎（繁忙期は15分毎）

- 運賃 - 大人660円、子供330円

## 交通アクセス
- 京都丹後鉄道宮豊線天橋立駅から丹海バスで「伊根湾めぐり・日出」バス停下車後すぐ
- 山陰近畿自動車道与謝天橋立ICから国道176号と国道178号と経由